# ترسیا کیسل
ترسیا کیسل (انگلیسی: Theresia Kiesl؛ زادهٔ ۲۶ اکتبر ۱۹۶۳) دونده دو نیمه‌استقامت زن اهل اتریش است.